# Routes
Routes és un municipi francès situat al departament del Sena Marítim i a la regió de Normandia. L'any 2007 tenia 220 habitants.

## Demografia

### Població
El 2007 la població de fet de Routes era de 220 persones. Hi havia 78 famílies de les quals 12 eren unipersonals (8 homes vivint sols i 4 dones vivint soles), 29 parelles sense fills, 33 parelles amb fills i 4 famílies monoparentals amb fills.
La població ha evolucionat segons el següent gràfic:
Habitants censats

### Habitatges
El 2007 hi havia 93 habitatges, 81 eren l'habitatge principal de la família i 12 eren segones residències. 90 eren cases i 3 eren apartaments. Dels 81 habitatges principals, 61 estaven ocupats pels seus propietaris i 19 estaven llogats i ocupats pels llogaters; 2 tenien dues cambres, 13 en tenien tres, 26 en tenien quatre i 40 en tenien cinc o més. 16 habitatges disposaven pel capbaix d'una plaça de pàrquing. A 42 habitatges hi havia un automòbil i a 36 n'hi havia dos o més.

### Piràmide de població
La piràmide de població per edats i sexe el 2009 era:
| Homes | Edats   | Dones |
| ----- | ------- | ----- |
| 0     | 95 o +  | 0     |
| 0     | 90 a 94 | 0     |
| 0     | 85 a 89 | 0     |
| 0     | 80 a 84 | 0     |
| 8     | 75 a 79 | 0     |
| 4     | 70 a 74 | 8     |
| 8     | 65 a 69 | 8     |
| 0     | 60 a 64 | 0     |
| 8     | 55 a 59 | 0     |
| 0     | 50 a 54 | 4     |
| 8     | 45 a 49 | 4     |
| 4     | 40 a 44 | 12    |
| 4     | 35 a 39 | 4     |
| 8     | 30 a 34 | 4     |
| 8     | 25 a 29 | 4     |
| 8     | 20 a 24 | 4     |
| 16    | 15 a 19 | 8     |
| 8     | 10 a 14 | 4     |
| 12    | 5 a 9   | 0     |
| 0     | 0 a 4   | 8     |

## Economia
El 2007 la població en edat de treballar era de 142 persones, 103 eren actives i 39 eren inactives. De les 103 persones actives 90 estaven ocupades (54 homes i 36 dones) i 13 estaven aturades (5 homes i 8 dones). De les 39 persones inactives 9 estaven jubilades, 11 estaven estudiant i 19 estaven classificades com a «altres inactius».

### Ingressos
El 2009 a Routes hi havia 77 unitats fiscals que integraven 216 persones, la mediana anual d'ingressos fiscals per persona era de 16.414,5 €.

### Activitats econòmiques
Dels 6 establiments que hi havia el 2007, 1 era d'una empresa de fabricació d'altres productes industrials, 1 d'una empresa de construcció, 1 d'una empresa de comerç i reparació d'automòbils, 1 d'una empresa immobiliària i 2 d'empreses classificades com a «altres activitats de serveis».
L'únic servei als particulars que hi havia el 2009 era un paleta.
L'any 2000 a Routes hi havia 7 explotacions agrícoles.

## Poblacions més properes
El següent diagrama mostra les poblacions més properes.